# Al-Mudawwara
Al-Mudawwara – wieś w Jordanii, w muhafazie Ma’an. W 2015 roku liczyła 691 mieszkańców.